# Philipp Lambert von Beauvryé
Philipp Lambert von Beauvryé († nach 1796) war ein preußischer Oberst und letzter Chef des Garnisonregiments Nr. 12.

## Leben
Philipp Lambert war ein Angehöriger der Familie des preußischen Generals Bernhard von Beauvryé. Er diente als Offizier in der preußischen Armee, stand als Premierleutnant, später Hauptmann und Kompaniechef im Füsilierregiment Nr. 14 und wurde als Oberstleutnant seit dem 14. Juni 1787 der letzte Chef des Garnisonregiments Nr. 12. Ebenfalls im Jahr 1787 beschwerte sich die Stadt Hannover über Beauvryé.
Da die Garnison seines Regimentes in Emden lag und selbiges 1788 mit der Errichtung von Depotbataillonen auf die Infanterieregimenter Nr. 10, 45 und 48 aufgeteilt wurde, darf davon ausgegangen werden, dass es sich bei Oberst Beauvryé, Chef über drei Depotbataillone in Emden, der 1792 Marschbefehl erhielt, Hof im Fürstentum Bayreuth zu besetzen, um denselben handelt. Beauvryé hat somit noch am Ersten Koalitionskrieg teilgenommen. Als Oberst und Kommandant eines Depotbataillons wird er noch 1796 in der Rangliste genannt.